# Zhang Fei
Zhang Fei (? -221 DC) fue un general del reino de Shu en la era de los Tres Reinos de China.
Zhang Fei fue un feroz e imponente guerrero dotado con gran fuerza física y general de las fuerzas Shu bajo el mandato de Liu Bei. A pesar de su no muy alta estatura, gozaba de un aspecto físico imponente y de gran musculatura. Trataba con respeto a sus superiores, pero tenía muy poco respeto por sus subalternos. Fue a menudo advertido por Liu Bei que su exceso en castigar a sus propios soldados pegándolos y matándolos eventualmente traería el desastre a sí mismo.
Zhang Fei se casó con la sobrina del hijo de Xiahou Yuan, que fue capturada por sus tropas cuando estaba recogiendo leña. Tuvieron dos hijas, y la hija mayor se convirtió en la emperatriz del reino de Shu después de casarse con Liu Shan, hijo de Liu Bei, con Zhuge Liang como casamentero. Después de que la hija mayor de Zhang Fei muriera por causas naturales, Zhuge Liang, una vez más el papel de casamentero, hizo que la hermana menor sustituyera a su hermana mayor para convertirse también en nueva emperatriz de Shu.
Zhang Fei tuvo un enfrentamiento con el temerario general Lu Bu
Zhang Fei está muy bien representado por su descripción y sus actos en Registros de los Tres Reinos obra de Chen Shou. Algunos sostienen que Zhang Fei fue también un excelente pintor.
Zhang Fei fue asesinado por sus propios hombres (Zhang Da y Fan Jiang), mientras preparaba sus tropas para atacar al reino rival Wu para vengar la muerte de Guan Yu, otro general que al igual que Zhang Fei, había estado con Liu Bei desde el principio de sus batallas. Zhang Da y Fan Jiang desertaron y se pasaron a Wu.